# Цигульов Володимир Анатолійович
Володимир Анатолійович Цигульов(*4 січня 1950) — український діяч у галузі музейної справи, Заслужений працівник культури України».

## Біографія
Народився 4 січня 1950 року у Куп'янську Харківської області. 
У 1968-1970 роках проходив строкову службу у лавах Радянської армії. 
У 1969 році закінчив Харківське музичне училище.
У 1974 році закінчив Харківський державний інститут культури. 
З 1976 по 1985 рік працював відповідальним секретарем правління Харківської міської організації товариства «Знання». 
З 1985 по 1998 рік був директором Харківського державного академічного українського драматичного театру імені Т.Г. Шевченка.
З 2003 до 2021 року був директором Харківського історичного музею імені М. Ф. Сумцова. 